# Mariposario Tambopata
El Mariposario Tambopata está ubicado la ciudad de Puerto Maldonado, cerca del Aeropuerto Internacional de Puerto Maldonado, Madre de Dios, Perú. Alberga más de 30 especies de mariposas. Así como flores, plantas nativas, medicinales y ornamentales. Fue creada en el año 2000 y cuenta con laboratorio y jaulas de reproducción. El mariposario fue uno de los primeros en su tipo en el Perú. Asimismo es uno de los destinos peruanos más populares de Instagram.
Recibe anualmente 17 mil personas. Cuenta con 15 especies distintas de mariposas en un espacio de 600 m². Entre las especies esta la Morpho menelaus, Hamadryas laodamia, Colobura dirce, Heliconius sara y la Catonephele acontius. En las instalaciones se puede observar las fases de huevos y larvas.

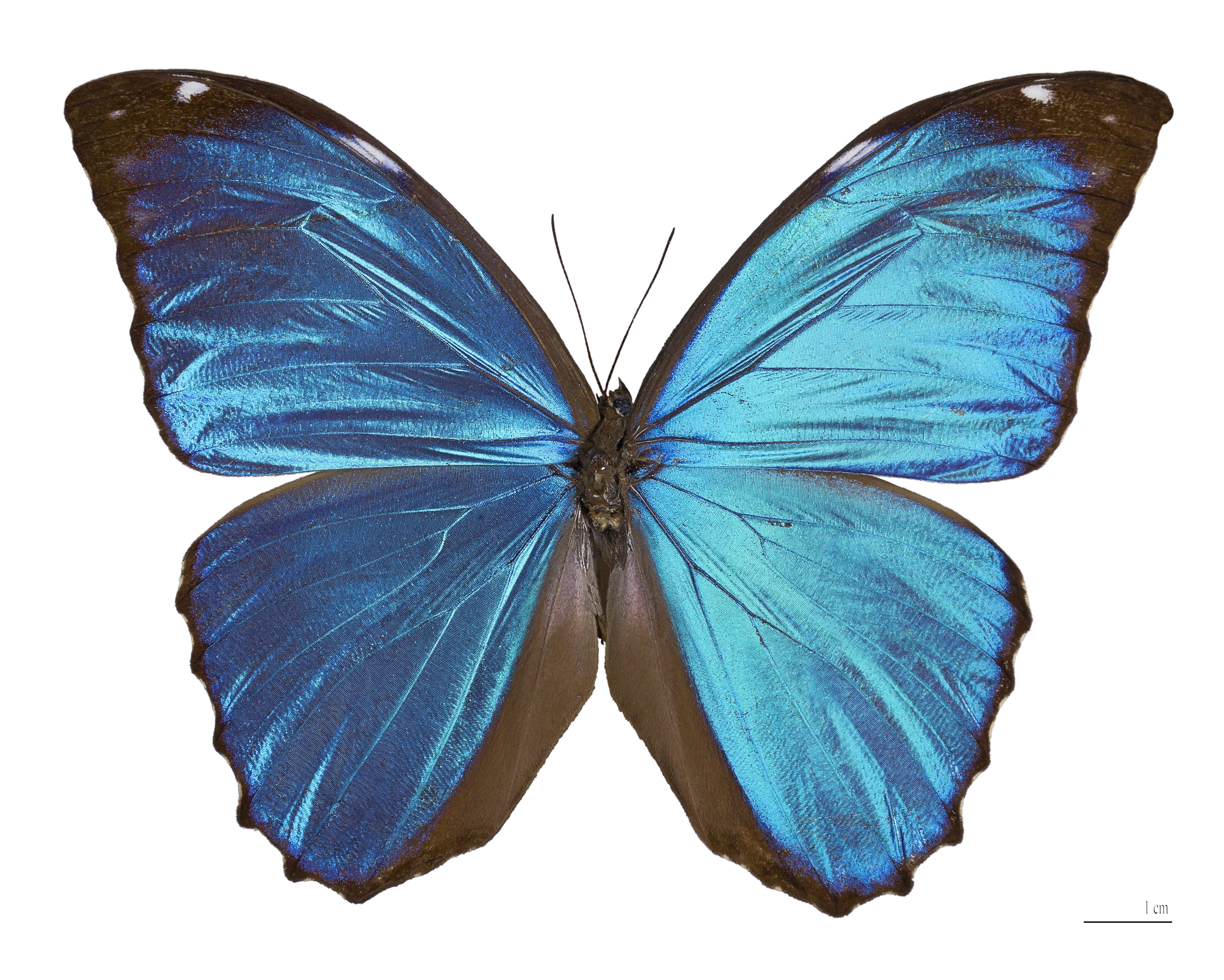
Morpho menelaus
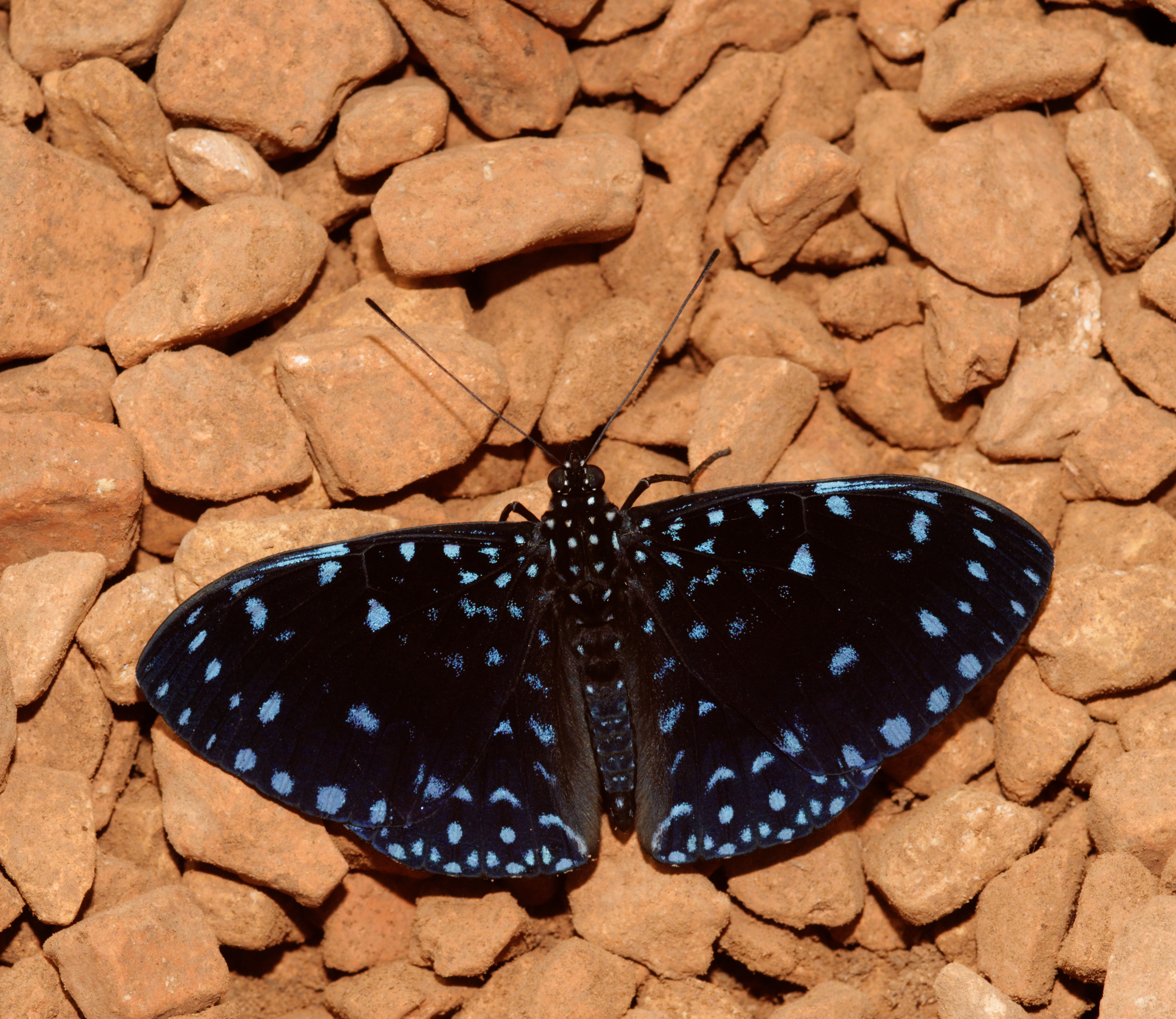
Hamadryas laodamia
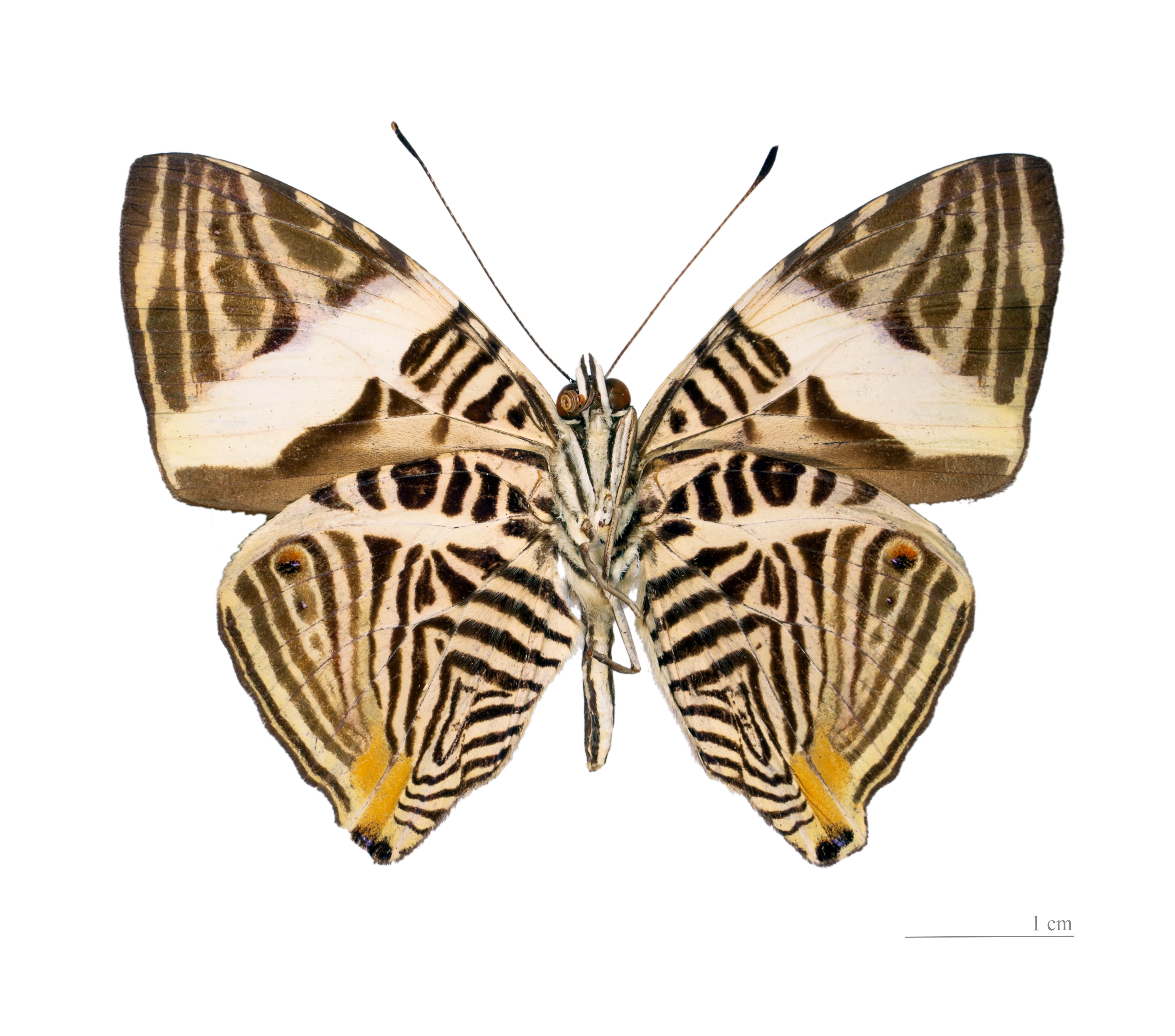
Colobura dirce
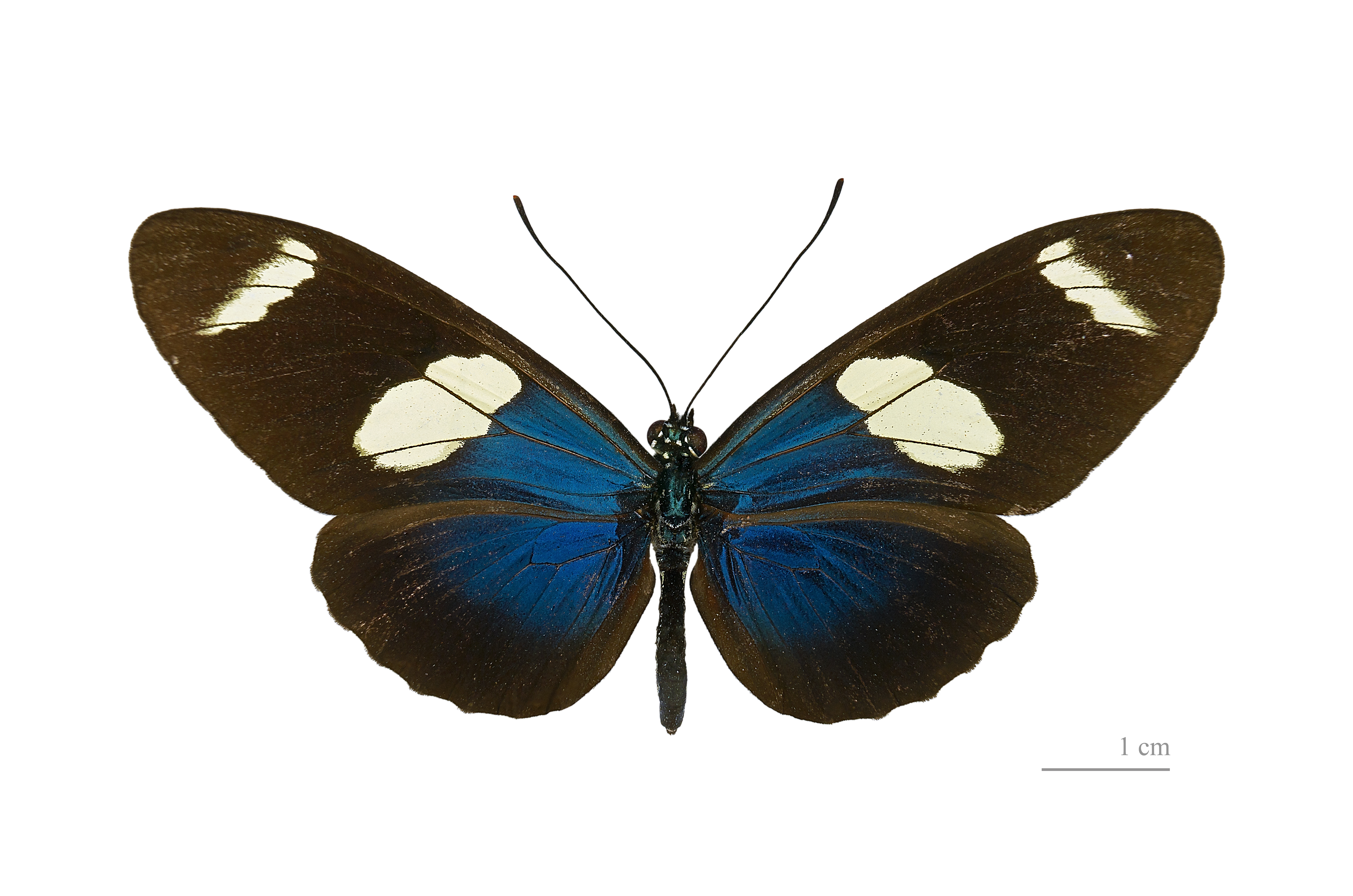
Heliconius sara
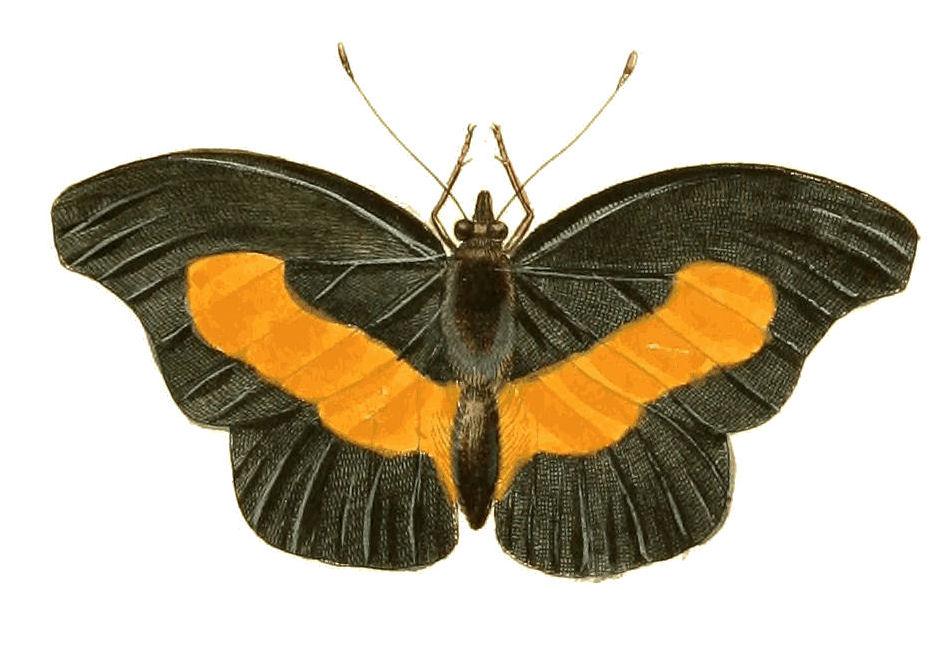
Catonephele acontius

## Ubicación
Se encuentra ubicado la ciudad de Puerto Maldonado, departamento de Madre de Dios, Perú.
Está a una distancia de 100 metros del Aeropuerto Internacional de Puerto Maldonado y a 6.5 km de la Plaza de Armas de Puerto Maldonado.